# Colorant
Un colorant est une substance utilisée pour apporter une couleur à un objet à teinter. Un colorant soluble se désigne comme teinture, sinon c'est un pigment.
Dans les techniques d'application, comme la pharmacie ou la cuisine, un colorant peut contenir une combinaison de molécules solubles et de particules insolubles. En biologie, on parle de pigments pour les molécules qui donnent naturellement une couleur aux  organismes qu'on étudie, et de colorants pour les produits qu'on ajoute aux préparations à étudier. En chimie, un groupement d'atomes dont l'absorption lumineuse cause la couleur s'appelle un chromophore.

## Origine de la coloration d'une substance
La coloration d'une substance est due à l'absorption ou à la réflexion par celle-ci de radiations lumineuses de longueurs d'onde bien spécifiques. À l'échelle moléculaire, l'absorption d'énergie lumineuse sous forme du quantum de lumière, le photon, se traduit par des transitions électroniques. L'électron excité passe à un niveau d'énergie supérieur à celui de l'état fondamental, et la transition électronique est suivie de l'émission de lumière transmise, celle-ci apparaissant colorée par soustraction des radiations de certaines longueurs d'onde. En général, l'énergie absorbée s'emmagasine sous forme de chaleur, se diffuse progressivement dans les matériaux voisins et se dissipe en rayonnement infrarouge. Dans les colorants organiques, une certaine configuration structurale de la molécule est nécessaire à l'obtention de la couleur.
Des groupes d'atomes, plus ou moins complexes, comportant de nombreuses doubles liaisons, sont responsables de la coloration : ce sont les chromophores. Les plus importants sont le groupe nitro (-NO2), lié à un cycle aromatique, le groupe azo (R-N=N-R'), lié à deux cycles aromatiques, le groupe stilbène (C6H5-CH=CH-C6H5), les groupes triarylméthane, acridine, quinoléine, anthraquinone, indigoïde, etc.

## Pigments et teintures

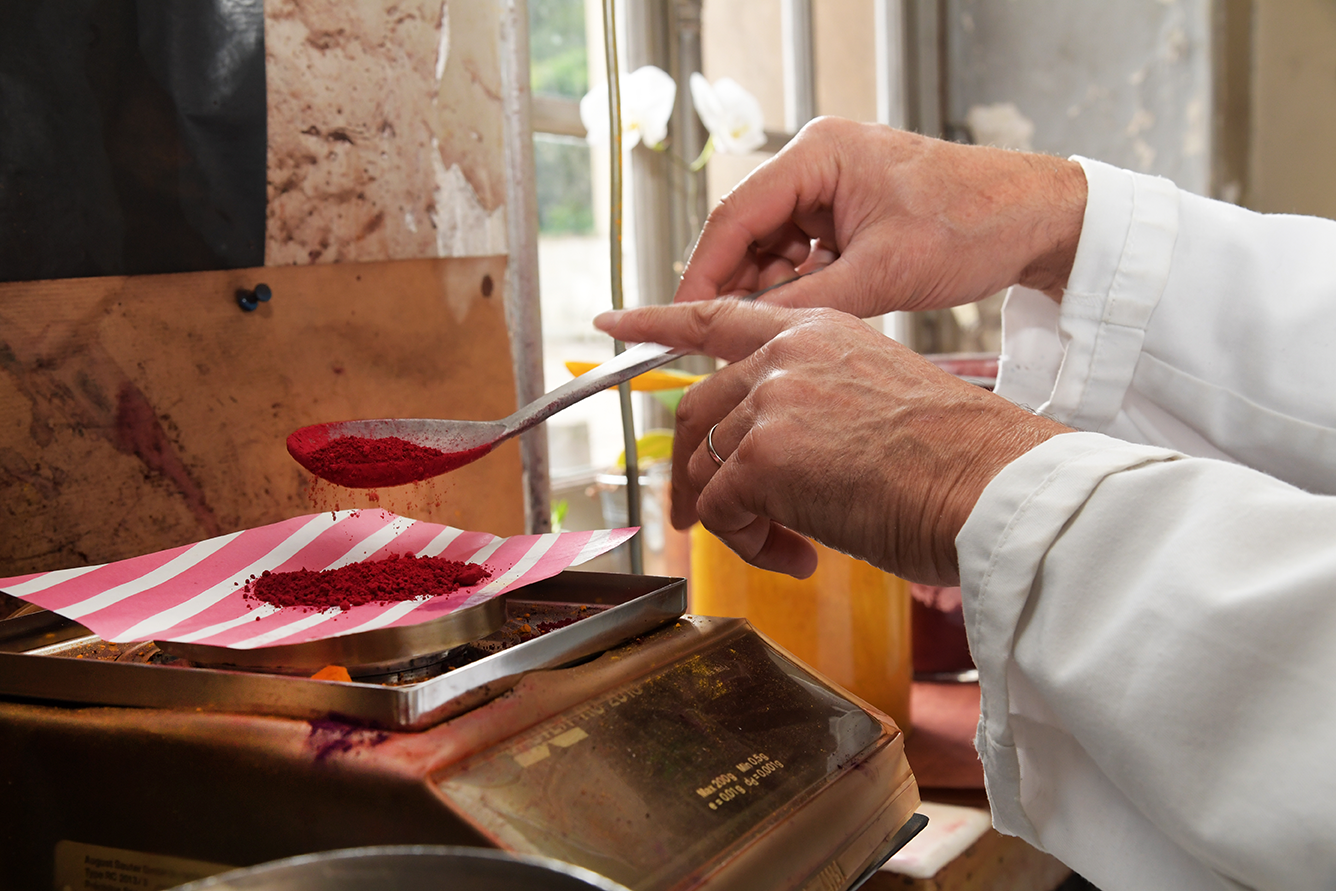
Pesée des pigments par un teinturier, Mobilier national.

Les définitions des mots colorant, pigment et teinture diffèrent selon les domaines.

### Chimie et teinturerie
En chimie et en teinturerie, on distingue les substances solubles des substances insolubles dans le médium d'application.
Colorantcatégorie générale qui regroupe les substances qui communiquent un aspect visuel coloré au milieu dans lequel ils sont employés.
Pigmentcolorant insoluble dans son milieu d'application, qui s'emploie mélangé à un liant si le support, fibreux, ne peut le retenir ;
Teinturecolorant soluble qui donne sa couleur à la solution. Son application à un support nécessite un mordant qui la transforme en pigment alors que la solution imprègne les fibres, ou un fixateur qui la relie chimiquement au support.

### Pharmacie
En pharmacie, une teinture est une « solution médicamenteuse obtenue par action prolongée de l'alcool sur des substances », qu'elle soit colorée comme la teinture d'iode ou non.

### Biologie
En biologie, un pigment est une molécule organique qui communique sa couleur à divers tissus et liquides organiques (chlorophylle, hémoglobine, etc.).
On appelle « colorant » un produit de coloration qu'on ajoute aux préparations à étudier au microscope.

## Quelques familles chimiques de colorants
| Famille | Groupement caractéristique |
| --- | -------------------------- |
| Colorants azoïques : ils sont caractérisés par la présence d'un groupement azoïque également appelé groupement azo. Bien qu'incolore du fait de l'absence de d'auxochrome et d'une séquence de doubles liaisons conjuguées trop courtes, l'azobenzène est la plus petite molécule de cette famille. |                            |
| Colorants anthraquinoniques : ils sont dérivés de l'anthraquinone. |                            |
| Colorants indigoïques : ils sont dérivés de l'indigo. |                            |
| Colorant de triarylméthane comme le vert malachite. |                            |
| Colorant de chlorine comme la chlorophylle. |                            |
| Colorant polyméthine, issu du groupement méthine comme l'anthocyanine. |                            |

## Utilisations

### Teinturerie
Les colorants sont utilisés pour teindre des tissus et fibres textiles :
- Colorant de cuve
- Colorant au soufre
- Colorant réactif
- Colorant direct
- Colorant acide
- Colorant basique ou cationique
- Colorant d'oxydation
- Colorants métallifères 1.1 et 1.2
- Colorant à mordant
- Colorant dispersé
- Colorants pigmentaires

### Alimentation
Les colorants sont utilisés pour ajouter de la couleur à une denrée alimentaire, ou pour en rétablir la couleur originale.

### Biologie
On utilise des colorants lors d'observations microscopiques pour révéler les constituants particuliers d'une cellule.

Des colorants sensibles au potentiel sont utilisés en neurobiologie afin de suivre l'activité électrique des neurones.

### Chimie
On utilise des indicateurs colorés pour suivre, à l’œil nu ou en utilisant un spectrophotomètre, l'évolution d'une réaction chimique ou d'un dosage : indicateur de pH, indicateur rédox, indicateur de complexométrie…

## Sources
- Cet article est partiellement ou en totalité issu de l'article intitulé « Diazoïque » (voir la liste des auteurs).

- (en) Cet article est partiellement ou en totalité issu de l’article de Wikipédia en anglais intitulé « Colourant » (voir la liste des auteurs).